# Free Jimmy
Free Jimmy (no:Slipp jimmy fri) är en norsk film från 2006 av Christopher Nielsen. Det är den första dataanimerade spelfilmen i Norge. Den kostade 100 miljoner norska kronor att göra, och är därmed den näst mest påkostade filmen i Norge. Några av rösterna i den engelska versionen är Woody Harrelson, Kyle MacLachlan, Samantha Morton, Simon Pegg, David Tennant och Jay Simpson. I den norska versionen finns röster som Kristopher Schau, Jan Sælid, Are&Odin, Egil Birkeland, Terje Ragner, Anders T. Andersen och Mikkel Gaup med. 

## Priser
Vann en Amanda på Den norske filmfestivalen 2006, för bästa film 2006. 
Vann också Le Cristal du long métrage på Annecys internationella festival för animerad film.